# Gustavo Sangaré
Gustavo Fabrice Sangaré, né le 8 novembre 1996 à Bobo-Dioulasso, est un footballeur international burkinabé. Il évolue au poste de milieu de terrain au FC Noah et avec l'équipe du Burkina Faso.

## Biographie

### Carrière en club
Jeune produit de Salitas et Frontignan, Sangaré rejoint la réserve de Quevilly-Rouen en 2018. En 2019, il est promu en équipe première qui évolue en Ligue 2.
Il joue son premier match en Ligue 2 le 24 juillet 2021, sur la pelouse de l'USL Dunkerque (score : 1-1).

### Carrière internationale
Gustavo Fabrice Sangaré reçoit sa première convocation en équipe du Burkina Faso en mai 2021. Il fait ses débuts avec le Burkina Faso lors d'une défaite amicale 1-0 contre le Maroc le 12 juin 2021. 
Il inscrit son premier but en équipe nationale le 9 janvier 2022, contre le Cameroun. Ce match perdu 2-1 rentre dans le cadre de la Coupe d'Afrique des nations 2021.
Le 20 décembre 2023, il est retenu dans la liste des vingt-sept joueurs burkinabés sélectionnés par Hubert Velud pour disputer la Coupe d'Afrique des nations 2023.

## Palmarès
US Quevilly-Rouen
- Championnat de France D3 : 
  - Vice-champion : 2020-21.